# Стрибки у воду на літніх Олімпійських іграх 1960

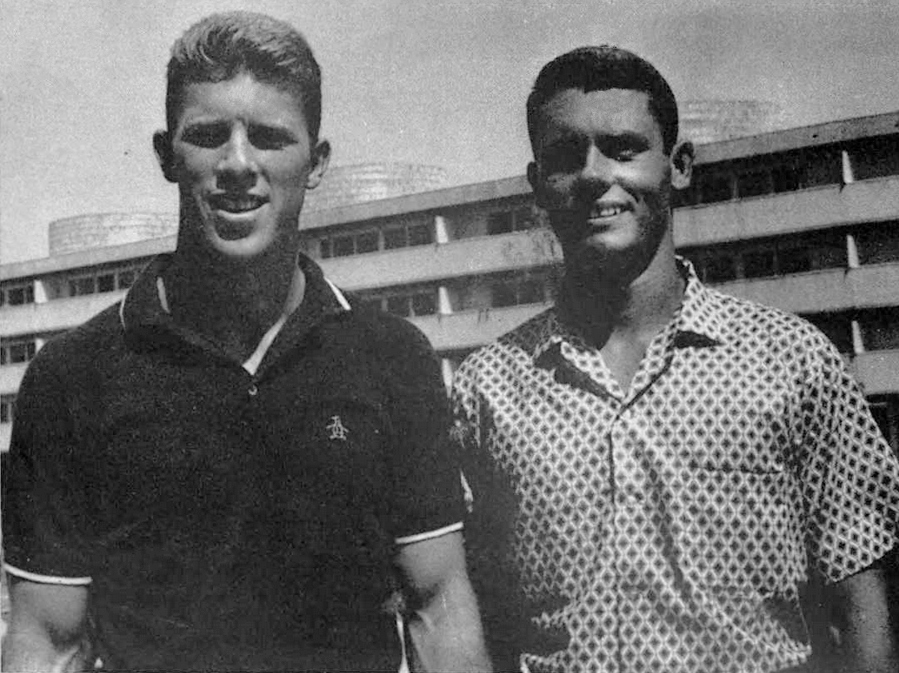
Ґері Тобіан (ліворуч) і Боб Вебстер, 1960 рік

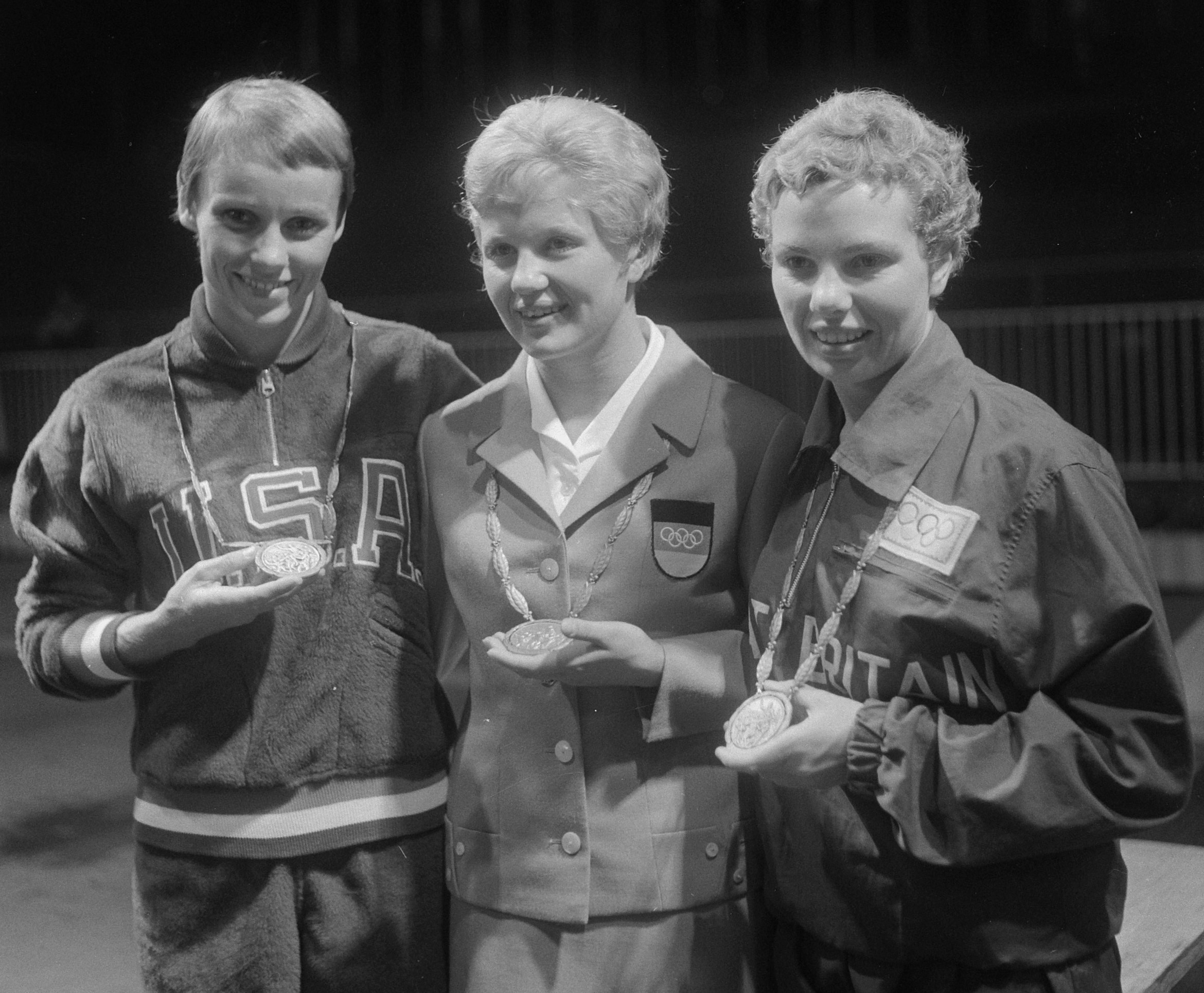
Зліва направо: Пола Джин Маєрс-Поуп, Інґрід Кремер і Елізабет Ферріс на Олімпійських іграх 1960

Змагання зі стрибків у воду на літніх Олімпійських іграх 1960 в Римі тривали з 26 серпня до 2 вересня на Олімпійському плавальному стадіоні. Розіграно 4 комплекти нагород (по 2 серед чоловіків та жінок). Змагалися 75 стрибунів і стрибунок у воду з 25-ти країн.

## Медальний залік
Дисципліни названо згідно з позначеннями Міжнародного олімпійського комітету, але в офіційному звіті їх наведено, відповідно, як "стрибки у воду з трампліна" і "стрибки у воду з вишки".

### Чоловіки
| Дисципліна    | Золото            | Срібло            | Бронза             |
| ------------- | ----------------- | ----------------- | ------------------ |
| Трамплін, 3 м | Ґері Тобіан (USA) | Семюел Голл (USA) | Хуан Ботелья (MEX) |
| Вишка, 10 м   | Боб Вебстер (USA) | Ґері Тобіан (USA) | Браян Фелпс (GBR)  |

### Жінки
| Дисципліна    | Золото              | Срібло                     | Бронза                |
| ------------- | ------------------- | -------------------------- | --------------------- |
| Трамплін, 3 м | Інґрід Кремер (EUA) | Пола Джин Маєрс-Поуп (USA) | Елізабет Ферріс (GBR) |
| Вишка, 10 м   | Інґрід Кремер (EUA) | Пола Джин Маєрс-Поуп (USA) | Нінель Крутова (URS)  |

## Таблиця медалей
| Місце               | Країна                           | Золото | Срібло | Бронза | Загалом |
| ------------------- | -------------------------------- | ------ | ------ | ------ | ------- |
| 1                   | США (USA)                        | 2      | 4      | 0      | 6       |
| 2                   | Об'єднана німецька команда (EUA) | 2      | 0      | 0      | 2       |
| 3                   | Велика Британія (GBR)            | 0      | 0      | 2      | 2       |
| 4                   | Мексика (MEX)                    | 0      | 0      | 1      | 1       |
| 4                   | СРСР (URS)                       | 0      | 0      | 1      | 1       |
| Загалом (5 збірних) | Загалом (5 збірних)              | 4      | 4      | 4      | 12      |

### Країни-учасниці
- Аргентина  (1)
- Австралія  (4)
- Австрія  (2)
- Бразилія  (1)
- Канада  (2)
- Колумбія  (1)
- Чехословаччина  (1)
- Данія  (2)
- Єгипет  (3)
- Фінляндія  (1)
- Франція  (4)
- Велика Британія  (7)
- Угорщина  (2)
- Італія  (5)
- Японія  (5)
- Мексика  (4)
- Нідерланди  (2)
- Польща  (1)
- Родезія  (1)
- Південна Корея  (1)
- СРСР  (7)
- Швеція  (4)
- Швейцарія  (1)
- США  (5)
- Об'єднана німецька команда  (7)